# بایه د بالدبسانا
بایه د بالدبسانا (به اسپانیایی: Valle de Valdebezana) یک شهرستان در اسپانیا است که در استان بورگس واقع شده‌است.

## خصوصیات
بایه د بالدبسانا ۱۵۶ کیلومترمربع مساحت و ۵۹۲ نفر جمعیت دارد.